# Elezioni comunali nelle Marche del 1997
Le elezioni comunali nelle Marche del 1997 si tennero il 27 aprile (con ballottaggio l'11 maggio) e il 16 novembre.

## Riepilogo sindaci eletti
Coalizione di centro-sinistra
     Coalizione di centro-destra
     Coalizione di sinistra
     Lista civica di centro
     Commissario
| Provincia     | Comune                   | Data                 | Popolazione legale (censimento 1991) | Sindaco uscente | Sindaco uscente             | Sindaco eletto | Sindaco eletto            | Primo turno | Primo turno | Secondo turno | Secondo turno | Seggi   |
| Provincia     | Comune                   | Data                 | Popolazione legale (censimento 1991) | Sindaco uscente | Sindaco uscente             | Sindaco eletto | Sindaco eletto            | Voti        | %           | Voti          | %             | Seggi   |
| ------------- | ------------------------ | -------------------- | ------------------------------------ | --------------- | --------------------------- | -------------- | ------------------------- | ----------- | ----------- | ------------- | ------------- | ------- |
| Ancona        | Ancona                   | 27 aprile, 11 maggio | 101 285                              |                 | Renato Galeazzi (PDS)       |                | Renato Galeazzi (PDS)     | 28 737      | 44,40       | 33 804        | 59,03         | 24 / 40 |
| Ancona        | Castelfidardo            | 27 aprile, 11 maggio | 16 917                               |                 | Carmine Rotondi             |                | Tersilio Marotta (Ind.)   | 2 620       | 26,83       | 5 201         | 63,54         | 12 / 20 |
| Ancona        | Falconara Marittima      | 27 aprile, 11 maggio | 28 899                               |                 | Raffaele Ognissanti         |                | Giancarlo Carletti (Ind.) | 8 609       | 47,07       | 9 949         | 63,37         | 18 / 30 |
| Ascoli Piceno | Fermo                    | 16 novembre          | 35 111                               |                 | Ettore Fedeli (PDS)         |                | Ettore Fedeli (PDS)       | 12 512      | 55,06       | —             | —             | 18 / 30 |
| Ascoli Piceno | Porto Sant'Elpidio       | 27 aprile            | 21 112                               |                 | Valeria Montecassiano (PDS) |                | Paolo Petrini (PDS)       | 6 948       | 50,13       | —             | —             | 10 / 20 |
| Ascoli Piceno | San Benedetto del Tronto | 27 aprile            | 42 693                               |                 | Paolo Perazzoli (PDS)       |                | Paolo Perazzoli (PDS)     | 18 128      | 60,57       | —             | —             | 19 / 30 |
| Macerata      | Macerata                 | 16 novembre          | 43 040                               |                 | Gian Mario Maulo (Ind.)     |                | Anna Menghi (AN)          | 15 107      | 54,50       | —             | —             | 24 / 40 |

## Elezioni dell'aprile 1997

### Ancona

#### Ancona
| Candidati                     | Candidati                  | II turno                   | II turno                   | I turno | I turno | Liste                              | Voti   | %     | Seggi |
| Candidati                     | Candidati                  | Voti                       | %                          | Voti    | %       | Liste                              | Voti   | %     | Seggi |
| ----------------------------- | -------------------------- | -------------------------- | -------------------------- | ------- | ------- | ---------------------------------- | ------ | ----- | ----- |
|                               | Renato Galeazzi ✔️ Sindaco | 33 804                     | 59,03                      | 28 737  | 44,40   | Partito Democratico della Sinistra | 19 032 | 32,88 | 17    |
| Partito Repubblicano Italiano | Renato Galeazzi ✔️ Sindaco | 33 804                     | 59,03                      | 28 737  | 44,40   | 2 233                              | 3,86   | 2     |       |
| Laici e Socialisti            | Renato Galeazzi ✔️ Sindaco | 33 804                     | 59,03                      | 28 737  | 44,40   | 1 852                              | 3,20   | 1     |       |
| Federazione dei Verdi         | Renato Galeazzi ✔️ Sindaco | 33 804                     | 59,03                      | 28 737  | 44,40   | 1 734                              | 3,00   | 1     |       |
| Totale liste                  | Renato Galeazzi ✔️ Sindaco | 33 804                     | 59,03                      | 28 737  | 44,40   | 24 851                             | 42,94  | 21    |       |
|                               | Loris Mancinelli           | 23 464                     | 40,97                      | 23 247  | 35,92   | Forza Italia - CCD - CDU           | 10 507 | 18,15 | 6     |
| Alleanza Nazionale            | Loris Mancinelli           | 23 464                     | 40,97                      | 23 247  | 35,92   | 8 095                              | 13,99  | 4     |       |
| Ancona per il Duemila         | Loris Mancinelli           | 23 464                     | 40,97                      | 23 247  | 35,92   | 2 021                              | 3,49   | 1     |       |
| Seggio di coalizione          | Seggio di coalizione       | Seggio di coalizione       | 40,97                      | 23 247  | 35,92   | 1                                  |        |       |       |
| Totale liste                  | Loris Mancinelli           | 23 464                     | 40,97                      | 23 247  | 35,92   | 20 623                             | 35,63  | 11    |       |
|                               | Lidia Mangani              | Lidia Mangani              | Lidia Mangani              | 7 267   | 11,23   | Rifondazione Comunista             | 6 828  | 11,80 | 2     |
| Seggio di coalizione          | Seggio di coalizione       | Seggio di coalizione       | Lidia Mangani              | 7 267   | 11,23   | 1                                  |        |       |       |
|                               | Ennio Coltrinari           | Ennio Coltrinari           | Ennio Coltrinari           | 3 223   | 4,98    | Partito Popolare Italiano (A)      | 3 331  | 5,76  | 2     |
| Seggio di coalizione          | Seggio di coalizione       | Seggio di coalizione       | Ennio Coltrinari           | 3 223   | 4,98    | 1                                  |        |       |       |
|                               | Cristina Visconti Gorajski | Cristina Visconti Gorajski | Cristina Visconti Gorajski | 1 766   | 2,73    | Rinnovamento Italiano              | 1 813  | 3,13  | –     |
| Seggio di coalizione          | Seggio di coalizione       | Seggio di coalizione       | Cristina Visconti Gorajski | 1 766   | 2,73    | 1                                  |        |       |       |
|                               | Luigi Tozzi                | Luigi Tozzi                | Luigi Tozzi                | 486     | 0,75    | Lega Nord                          | 429    | 0,74  | –     |
| Totale                        | Totale                     | 57 268                     | 100                        | 64 726  | 100     |                                    | 57 875 | 100   | 40    |
|                               |                            |                            |                            |         |         |                                    |        |       |       |
| Schede bianche                | Schede bianche             | 928                        | 1,56                       | 1 276   | 1,87    |                                    |        |       |       |
| Schede nulle                  | Schede nulle               | 1 414                      | 2,37                       | 2 374   | 3,47    |                                    |        |       |       |
| Votanti                       | Votanti                    | 59 610                     | 67,89                      | 68 376  | 77,88   |                                    |        |       |       |
| Elettori                      | Elettori                   | 87 799                     |                            | 87 799  |         |                                    |        |       |       |
|                               |                            |                            |                            |         |         |                                    |        |       |       |
| Fonte: Ministero dell'interno |                            |                            |                            |         |         |                                    |        |       |       |

- La lista contrassegnata con la lettera A è apparentata al secondo turno con il candidato sindaco Renato Galeazzi.

#### Castelfidardo
| Candidati                     | Candidati                   | II turno             | II turno             | I turno | I turno | Liste                                  | Voti  | %     | Seggi |
| Candidati                     | Candidati                   | Voti                 | %                    | Voti    | %       | Liste                                  | Voti  | %     | Seggi |
| ----------------------------- | --------------------------- | -------------------- | -------------------- | ------- | ------- | -------------------------------------- | ----- | ----- | ----- |
|                               | Tersilio Marotta ✔️ Sindaco | 5 201                | 63,54                | 2 620   | 26,83   | Solidarietà Popolare per Castelfidardo | 2 258 | 25,23 | 12    |
|                               | Gabriele Brandoni           | 2 985                | 36,46                | 2 472   | 25,31   | Forza Italia - CCD - CDU               | 1 515 | 16,93 | 2     |
| Partito Repubblicano Italiano | Gabriele Brandoni           | 2 985                | 36,46                | 2 472   | 25,31   | 597                                    | 6,67  | –     |       |
| Seggio di coalizione          | Seggio di coalizione        | Seggio di coalizione | 36,46                | 2 472   | 25,31   | 1                                      |       |       |       |
| Totale liste                  | Gabriele Brandoni           | 2 985                | 36,46                | 2 472   | 25,31   | 2 112                                  | 23,60 | 2     |       |
|                               | Nazzareno Ciucciomei        | Nazzareno Ciucciomei | Nazzareno Ciucciomei | 1 680   | 17,20   | Partito Democratico della Sinistra     | 1 693 | 18,91 | 1     |
| Seggio di coalizione          | Seggio di coalizione        | Seggio di coalizione | Nazzareno Ciucciomei | 1 680   | 17,20   | 1                                      |       |       |       |
|                               | Paolo Guerrini              | Paolo Guerrini       | Paolo Guerrini       | 1 133   | 11,60   | Rifondazione Comunista                 | 1 053 | 11,76 | –     |
| Seggio di coalizione          | Seggio di coalizione        | Seggio di coalizione | Paolo Guerrini       | 1 133   | 11,60   | 1                                      |       |       |       |
|                               | Emiliano Ciavattini         | Emiliano Ciavattini  | Emiliano Ciavattini  | 912     | 9,34    | Socialisti Italiani                    | 876   | 9,79  | –     |
| Seggio di coalizione          | Seggio di coalizione        | Seggio di coalizione | Emiliano Ciavattini  | 912     | 9,34    | 1                                      |       |       |       |
|                               | Gilberto Schiavoni          | Gilberto Schiavoni   | Gilberto Schiavoni   | 609     | 6,24    | Alleanza Nazionale                     | 653   | 7,30  | –     |
| Seggio di coalizione          | Seggio di coalizione        | Seggio di coalizione | Gilberto Schiavoni   | 609     | 6,24    | 1                                      |       |       |       |
|                               | Alberto Simonetti           | Alberto Simonetti    | Alberto Simonetti    | 339     | 3,47    | Movimento Sociale Fiamma Tricolore     | 306   | 3,42  | –     |
| Totale                        | Totale                      | 8 186                | 100                  | 9 765   | 100     |                                        | 8 951 | 100   | 20    |
|                               |                             |                      |                      |         |         |                                        |       |       |       |
| Schede bianche                | Schede bianche              | 232                  | 2,67                 | 215     | 2,06    |                                        |       |       |       |
| Schede nulle                  | Schede nulle                | 266                  | 3,06                 | 467     | 4,47    |                                        |       |       |       |
| Votanti                       | Votanti                     | 8 684                | 65,86                | 10 447  | 79,23   |                                        |       |       |       |
| Elettori                      | Elettori                    | 13 186               |                      | 13 186  |         |                                        |       |       |       |
|                               |                             |                      |                      |         |         |                                        |       |       |       |
| Fonte: Ministero dell'interno |                             |                      |                      |         |         |                                        |       |       |       |

#### Falconara Marittima
| Candidati                     | Candidati                     | II turno             | II turno             | I turno | I turno | Liste                              | Voti   | %     | Seggi |
| Candidati                     | Candidati                     | Voti                 | %                    | Voti    | %       | Liste                              | Voti   | %     | Seggi |
| ----------------------------- | ----------------------------- | -------------------- | -------------------- | ------- | ------- | ---------------------------------- | ------ | ----- | ----- |
|                               | Giancarlo Carletti ✔️ Sindaco | 9 949                | 63,37                | 8 609   | 47,07   | Partito Democratico della Sinistra | 5 007  | 29,47 | 12    |
| Rinnovamento Democratico      | Giancarlo Carletti ✔️ Sindaco | 9 949                | 63,37                | 8 609   | 47,07   | 1 275                              | 7,50   | 3     |       |
| Socialisti Italiani           | Giancarlo Carletti ✔️ Sindaco | 9 949                | 63,37                | 8 609   | 47,07   | 976                                | 5,74   | 2     |       |
| Partito Repubblicano Italiano | Giancarlo Carletti ✔️ Sindaco | 9 949                | 63,37                | 8 609   | 47,07   | 639                                | 3,76   | 1     |       |
| Totale liste                  | Giancarlo Carletti ✔️ Sindaco | 9 949                | 63,37                | 8 609   | 47,07   | 7 897                              | 46,48  | 18    |       |
|                               | Gioacchino Papaleo            | 5 752                | 36,63                | 6 251   | 34,18   | Alleanza Nazionale                 | 2 082  | 12,25 | 3     |
| Forza Italia                  | Gioacchino Papaleo            | 5 752                | 36,63                | 6 251   | 34,18   | 2 044                              | 12,03  | 3     |       |
| Papaleo Sindaco               | Gioacchino Papaleo            | 5 752                | 36,63                | 6 251   | 34,18   | 728                                | 4,29   | 1     |       |
| Centro Cristiano Democratico  | Gioacchino Papaleo            | 5 752                | 36,63                | 6 251   | 34,18   | 614                                | 3,61   | 1     |       |
| Cristiani Democratici Uniti   | Gioacchino Papaleo            | 5 752                | 36,63                | 6 251   | 34,18   | 462                                | 2,72   | –     |       |
| Seggio di coalizione          | Seggio di coalizione          | Seggio di coalizione | 36,63                | 6 251   | 34,18   | 1                                  |        |       |       |
| Totale liste                  | Gioacchino Papaleo            | 5 752                | 36,63                | 6 251   | 34,18   | 5 930                              | 34,90  | 8     |       |
|                               | Carla Amadi De Fanis          | Carla Amadi De Fanis | Carla Amadi De Fanis | 1 994   | 10,90   | Rifondazione Comunista             | 1 926  | 11,34 | 1     |
| Seggio di coalizione          | Seggio di coalizione          | Seggio di coalizione | Carla Amadi De Fanis | 1 994   | 10,90   | 1                                  |        |       |       |
|                               | Massimo Binci                 | Massimo Binci        | Massimo Binci        | 1 435   | 7,85    | Federazione dei Verdi              | 1 236  | 7,28  | –     |
| Seggio di coalizione          | Seggio di coalizione          | Seggio di coalizione | Massimo Binci        | 1 435   | 7,85    | 1                                  |        |       |       |
| Totale                        | Totale                        | 15 701               | 100                  | 18 289  | 100     |                                    | 16 989 | 100   | 30    |
|                               |                               |                      |                      |         |         |                                    |        |       |       |
| Schede bianche                | Schede bianche                | 349                  | 2,10                 | 330     | 1,70    |                                    |        |       |       |
| Schede nulle                  | Schede nulle                  | 549                  | 3,31                 | 769     | 3,97    |                                    |        |       |       |
| Votanti                       | Votanti                       | 16 599               | 67,49                | 19 388  | 78,83   |                                    |        |       |       |
| Elettori                      | Elettori                      | 24 595               |                      | 24 595  |         |                                    |        |       |       |
|                               |                               |                      |                      |         |         |                                    |        |       |       |
| Fonte: Ministero dell'interno |                               |                      |                      |         |         |                                    |        |       |       |

### Ascoli Piceno

#### Porto Sant'Elpidio
|                               | Paolo Petrini ✔️ Sindaco | 6 948                | 50,13 | Partito Democratico della Sinistra | 3 012  | 24,71 | 6  |  |  |
| Rifondazione Comunista        | Paolo Petrini ✔️ Sindaco | 6 948                | 50,13 | 1 633                              | 13,40  | 3     |    |  |  |
| Partito Popolare Italiano     | Paolo Petrini ✔️ Sindaco | 6 948                | 50,13 | 965                                | 7,92   | 1     |    |  |  |
| Rinnovamento Italiano         | Paolo Petrini ✔️ Sindaco | 6 948                | 50,13 | 370                                | 3,04   | –     |    |  |  |
| Totale liste                  | Paolo Petrini ✔️ Sindaco | 6 948                | 50,13 | 5 980                              | 49,07  | 10    |    |  |  |
|                               | Tullio Martufi           | 5 498                | 39,67 | Alleanza Nazionale                 | 2 024  | 16,61 | 4  |  |  |
| Forza Italia                  | Tullio Martufi           | 5 498                | 39,67 | 1 307                              | 10,72  | 2     |    |  |  |
| Cristiani Democratici Uniti   | Tullio Martufi           | 5 498                | 39,67 | 847                                | 6,95   | 1     |    |  |  |
| Partito Socialista            | Tullio Martufi           | 5 498                | 39,67 | 667                                | 5,47   | 1     |    |  |  |
| Centro Cristiano Democratico  | Tullio Martufi           | 5 498                | 39,67 | 293                                | 2,40   | –     |    |  |  |
| Seggio di coalizione          | Seggio di coalizione     | Seggio di coalizione | 39,67 | 1                                  |        |       |    |  |  |
| Totale liste                  | Tullio Martufi           | 5 498                | 39,67 | 5 138                              | 42,16  | 8     |    |  |  |
|                               | Giancarlo Pacini         | 1 413                | 10,20 | Pacini Sindaco                     | 550    | 4,51  | –  |  |  |
| Unione Democratica            | Giancarlo Pacini         | 1 413                | 10,20 | 519                                | 4,26   | –     |    |  |  |
| Seggio di coalizione          | Seggio di coalizione     | Seggio di coalizione | 10,20 | 1                                  |        |       |    |  |  |
| Totale liste                  | Giancarlo Pacini         | 1 413                | 10,20 | 1 069                              | 8,77   | –     |    |  |  |
| Totale                        | Totale                   | 13 859               | 100   |                                    | 12 187 | 100   | 20 |  |  |
|                               |                          |                      |       |                                    |        |       |    |  |  |
| Schede bianche                | Schede bianche           | 319                  | 2,16  |                                    |        |       |    |  |  |
| Schede nulle                  | Schede nulle             | 615                  | 4,16  |                                    |        |       |    |  |  |
| Votanti                       | Votanti                  | 14 793               | 82,95 |                                    |        |       |    |  |  |
| Elettori                      | Elettori                 | 17 834               |       |                                    |        |       |    |  |  |
|                               |                          |                      |       |                                    |        |       |    |  |  |
| Fonte: Ministero dell'interno |                          |                      |       |                                    |        |       |    |  |  |

#### San Benedetto del Tronto
|                               | Paolo Perazzoli ✔️ Sindaco | 18 128               | 60,57 | Patto Democratico per SB - Manifesto per la Città | 7 996  | 28,41 | 10 |  |  |
| Città Futura                  | Paolo Perazzoli ✔️ Sindaco | 18 128               | 60,57 | 3 910                                             | 13,89  | 4     |    |  |  |
| Partito Popolare Italiano     | Paolo Perazzoli ✔️ Sindaco | 18 128               | 60,57 | 2 286                                             | 8,12   | 2     |    |  |  |
| Rifondazione Comunista        | Paolo Perazzoli ✔️ Sindaco | 18 128               | 60,57 | 1 928                                             | 6,85   | 2     |    |  |  |
| Rinnovamento Italiano         | Paolo Perazzoli ✔️ Sindaco | 18 128               | 60,57 | 1 076                                             | 3,82   | 1     |    |  |  |
| Totale liste                  | Paolo Perazzoli ✔️ Sindaco | 18 128               | 60,57 | 17 196                                            | 61,09  | 19    |    |  |  |
|                               | Augusto Merlini            | 11 252               | 37,60 | Alleanza Nazionale                                | 3 851  | 13,68 | 4  |  |  |
| Forza Italia                  | Augusto Merlini            | 11 252               | 37,60 | 3 366                                             | 11,96  | 3     |    |  |  |
| San Benedetto Nuova           | Augusto Merlini            | 11 252               | 37,60 | 2 668                                             | 9,48   | 3     |    |  |  |
| CCD - CDU                     | Augusto Merlini            | 11 252               | 37,60 | 662                                               | 2,35   | –     |    |  |  |
| Seggio di coalizione          | Seggio di coalizione       | Seggio di coalizione | 37,60 | 1                                                 |        |       |    |  |  |
| Totale liste                  | Augusto Merlini            | 11 252               | 37,60 | 10 547                                            | 37,47  | 10    |    |  |  |
|                               | Giovanni Zazzetta          | 549                  | 1,83  | Movimento Sociale Fiamma Tricolore                | 404    | 1,44  | –  |  |  |
| Totale                        | Totale                     | 29 929               | 100   |                                                   | 28 147 | 100   | 30 |  |  |
|                               |                            |                      |       |                                                   |        |       |    |  |  |
| Schede bianche                | Schede bianche             | 266                  | 0,85  |                                                   |        |       |    |  |  |
| Schede nulle                  | Schede nulle               | 1 030                | 3,30  |                                                   |        |       |    |  |  |
| Votanti                       | Votanti                    | 31 225               | 81,96 |                                                   |        |       |    |  |  |
| Elettori                      | Elettori                   | 38 096               |       |                                                   |        |       |    |  |  |
|                               |                            |                      |       |                                                   |        |       |    |  |  |
| Fonte: Ministero dell'interno |                            |                      |       |                                                   |        |       |    |  |  |

## Elezioni del novembre 1997

### Ascoli Piceno

#### Fermo
|                               | Ettore Fedeli ✔️ Sindaco | 12 512               | 55,06 | Partito Democratico della Sinistra | 6 917  | 32,80 | 11 |  |  |
| Rinnovamento Italiano         | Ettore Fedeli ✔️ Sindaco | 12 512               | 55,06 | 2 623                              | 12,44  | 4     |    |  |  |
| Partito Popolare Italiano     | Ettore Fedeli ✔️ Sindaco | 12 512               | 55,06 | 1 741                              | 8,26   | 3     |    |  |  |
| Totale liste                  | Ettore Fedeli ✔️ Sindaco | 12 512               | 55,06 | 11 281                             | 53,49  | 18    |    |  |  |
|                               | Paolo Flaiani            | 4 543                | 19,99 | Alleanza Nazionale                 | 2 565  | 12,16 | 3  |  |  |
| CCD - CDU                     | Paolo Flaiani            | 4 543                | 19,99 | 1 551                              | 7,35   | 2     |    |  |  |
| Seggio di coalizione          | Seggio di coalizione     | Seggio di coalizione | 19,99 | 1                                  |        |       |    |  |  |
| Totale liste                  | Paolo Flaiani            | 4 543                | 19,99 | 4 116                              | 19,52  | 5     |    |  |  |
|                               | Nello Raccichini         | 2 172                | 9,56  | Forza Italia                       | 2 127  | 10,09 | 2  |  |  |
| Seggio di coalizione          | Seggio di coalizione     | Seggio di coalizione | 9,56  | 1                                  |        |       |    |  |  |
|                               | Fabrizio Fabi            | 1 750                | 7,70  | Partito Repubblicano Italiano      | 1 017  | 4,82  | 1  |  |  |
| Partito Socialista            | Fabrizio Fabi            | 1 750                | 7,70  | 843                                | 4,00   | –     |    |  |  |
| Seggio di coalizione          | Seggio di coalizione     | Seggio di coalizione | 7,70  | 1                                  |        |       |    |  |  |
| Totale liste                  | Fabrizio Fabi            | 1 750                | 7,70  | 1 860                              | 8,82   | 1     |    |  |  |
|                               | Alessandro Volponi       | 1 364                | 6,00  | Rifondazione Comunista             | 1 360  | 6,45  | –  |  |  |
| Seggio di coalizione          | Seggio di coalizione     | Seggio di coalizione | 6,00  | 1                                  |        |       |    |  |  |
|                               | Alberto Orsini           | 382                  | 1,68  | Movimento Sociale Fiamma Tricolore | 346    | 1,64  | –  |  |  |
| Totale                        | Totale                   | 22 723               | 100   |                                    | 21 090 | 100   | 30 |  |  |
|                               |                          |                      |       |                                    |        |       |    |  |  |
| Schede bianche                | Schede bianche           | 320                  | 1,33  |                                    |        |       |    |  |  |
| Schede nulle                  | Schede nulle             | 957                  | 3,99  |                                    |        |       |    |  |  |
| Votanti                       | Votanti                  | 24 000               | 79,43 |                                    |        |       |    |  |  |
| Elettori                      | Elettori                 | 30 216               |       |                                    |        |       |    |  |  |
|                               |                          |                      |       |                                    |        |       |    |  |  |
| Fonte: Ministero dell'interno |                          |                      |       |                                    |        |       |    |  |  |

### Macerata

#### Macerata
|                                     | Anna Menghi ✔️ Sindaca | 15 107               | 54,50 | Alleanza Nazionale                 | 4 529  | 18,33 | 9  |  |  |
| Forza Italia                        | Anna Menghi ✔️ Sindaca | 15 107               | 54,50 | 3 346                              | 13,54  | 7     |    |  |  |
| CCD - CDU                           | Anna Menghi ✔️ Sindaca | 15 107               | 54,50 | 3 223                              | 13,04  | 6     |    |  |  |
| Destra di Popolo                    | Anna Menghi ✔️ Sindaca | 15 107               | 54,50 | 1 276                              | 5,16   | 2     |    |  |  |
| Totale liste                        | Anna Menghi ✔️ Sindaca | 15 107               | 54,50 | 12 374                             | 50,08  | 24    |    |  |  |
|                                     | Antonio Quagliani      | 12 610               | 45,50 | Partito Democratico della Sinistra | 5 277  | 21,36 | 8  |  |  |
| Partito Popolare Italiano           | Antonio Quagliani      | 12 610               | 45,50 | 2 349                              | 9,51   | 3     |    |  |  |
| Rifondazione Comunista              | Antonio Quagliani      | 12 610               | 45,50 | 1 563                              | 6,33   | 2     |    |  |  |
| I Democratici                       | Antonio Quagliani      | 12 610               | 45,50 | 1 290                              | 5,22   | 1     |    |  |  |
| Rinnovamento Italiano               | Antonio Quagliani      | 12 610               | 45,50 | 832                                | 3,37   | 1     |    |  |  |
| Socialisti Italiani Uniti (SI - PS) | Antonio Quagliani      | 12 610               | 45,50 | 659                                | 2,67   | –     |    |  |  |
| Federazione dei Verdi               | Antonio Quagliani      | 12 610               | 45,50 | 363                                | 1,47   | –     |    |  |  |
| Seggio di coalizione                | Seggio di coalizione   | Seggio di coalizione | 45,50 | 1                                  |        |       |    |  |  |
| Totale liste                        | Antonio Quagliani      | 12 610               | 45,50 | 12 333                             | 49,92  | 15    |    |  |  |
| Totale                              | Totale                 | 27 717               | 100   |                                    | 24 707 | 100   | 40 |  |  |
|                                     |                        |                      |       |                                    |        |       |    |  |  |
| Schede bianche                      | Schede bianche         | 456                  | 1,58  |                                    |        |       |    |  |  |
| Schede nulle                        | Schede nulle           | 745                  | 2,58  |                                    |        |       |    |  |  |
| Votanti                             | Votanti                | 28 918               | 80,22 |                                    |        |       |    |  |  |
| Elettori                            | Elettori               | 36 047               |       |                                    |        |       |    |  |  |
|                                     |                        |                      |       |                                    |        |       |    |  |  |
| Fonte: Ministero dell'interno       |                        |                      |       |                                    |        |       |    |  |  |